# Емболотерій
Емболотерій (лат. Embolotherium, «звір-таран») — рід вимерлих тварин з родини бронтотерієвих.

## Археологічні знахідки
Перші останки тварини були знайдені в експедиції американського музею природознавства в 1921—1930 роках під керівництвом Роя Чепмена. В 1928 році в пустелі Гобі були викопані, а в 1929 році Генрі Осборн дав назву тварині Embolotherium, що означало «звір — титан».

## Зовнішній вигляд
Розміром Емболотерій був порівняно великим.
- Довжина — 6 м.
- Зріст — 2 м.
- Вага — 2 т.

Емболотерій на кінці носа мав щось на подобі рогу, як у носорога, його відмінність була в тому, що ріг був у формі лопати, але, найімовірніше, ні для нападу, ні для риття землі не використовувався, тому що був крихким. Можливо його використовували для залякування, або за одною з версій посилювали звук ревіння тварин.

## Середовище життя та харчування
Поширення — це територія Монголії, у степах, напівпустелях та біля водопоїв. Емболотерій був травоїдним, у раціон входила низькоросла рослинність.

## Види
- Embolotherium andrewsi
- Embolotherium grangeri
- Embolotherium ultimum